# Karl Michler
Karl Michler, též Karl Wilhelm Michler (15. listopadu 1882 Buschullersdorf - 8. října 1936 Liberec) byl československý politik německé národnosti, člen Německého pracovního a volebního společenství (DAWG) a meziválečný senátor Národního shromáždění za Sudetoněmeckou stranu (SdP).

## Biografie
Narodil se v obci Buschullersdorf (dnes Oldřichov v Hájích). Byl synem lesníka. Absolvoval měšťanskou školu, odbornou textilní školu a státní živnostenskou školu v Liberci a pracoval v různých továrnách coby tkadlec a koželuh. Absolvoval četné studijní cesty v Německu, Francii, Itálii a Belgii. Působil jako odborný učitel na textilní škole v Šluknově. Za první světové války se dobrovolně se přihlásil do rakousko-uherské armády, v níž dosáhl důstojnické hodnosti a ke konci války se stal inspektorem ministerstva války ve Vídni pro dozor nad textilním průmyslem v celé monarchii. Po vzniku Československa byl roku 1920 jako učitel penzionován. Působil potom v soukromém sektoru v textilním průmyslu a později zastával post ředitele zastavárny města Liberce, kde setrval do své smrti. Politicky a veřejně se angažoval, byl aktivistou turnerského tělocvičného hnutí. Pak vstoupil do strany DAWG, v níž do roku 1933 zastával post člena celostátního vedení.
V parlamentních volbách v roce 1929 neúspěšně kandidoval do senátu za DAWG.
V parlamentních volbách v roce 1935 získal senátorské křeslo v Národním shromáždění, nyní již za Sudetoněmeckou stranu. V senátu zasedal do své smrti v roce 1936. Pak ho vystřídal Franz Werner. Profesí byl soukromým úředníkem v Liberci.